# Guillaume Amédée Auguste Arendt

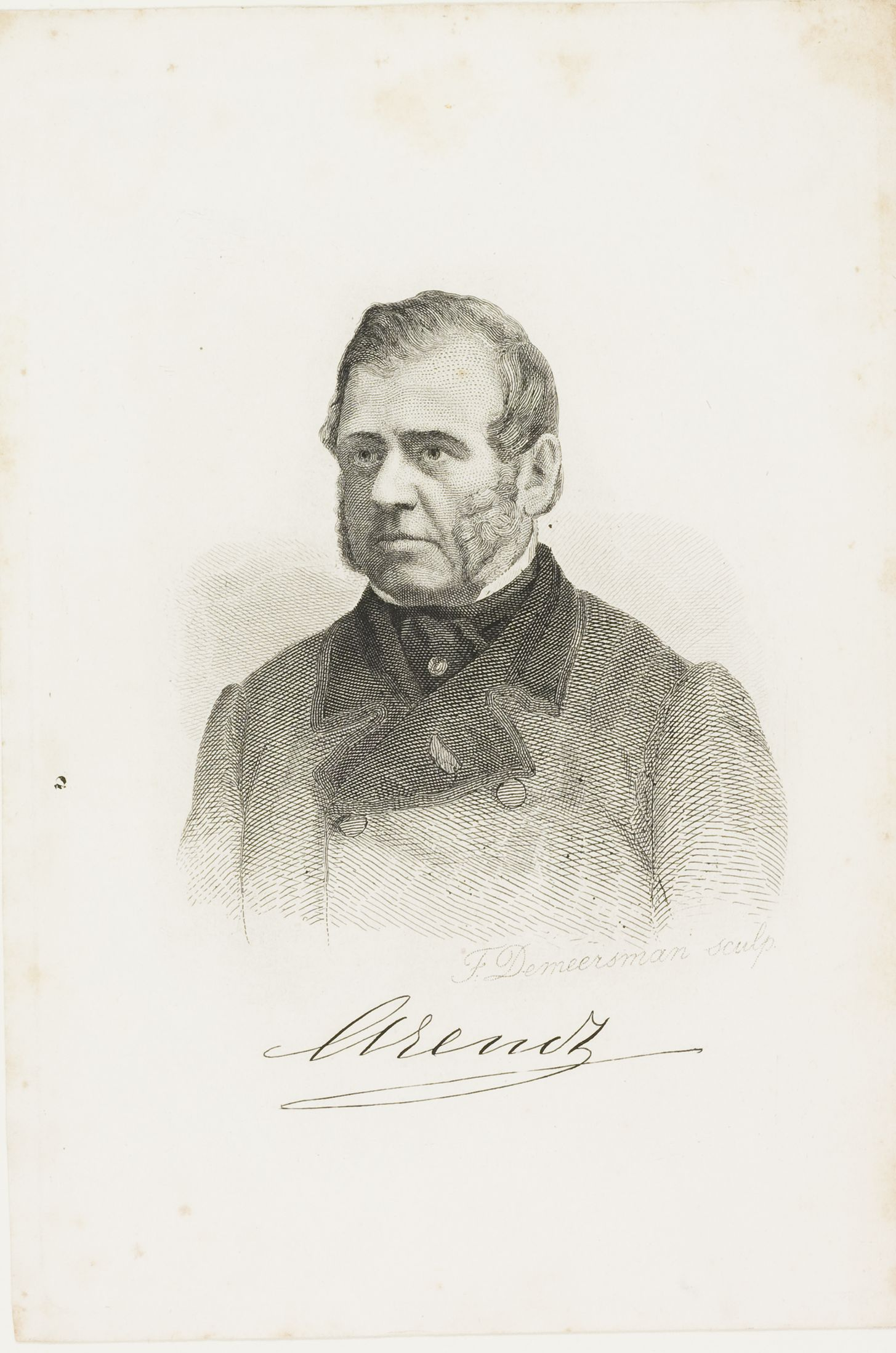
Guillaume Arendt

Guillaume Amédée Auguste Arendt (* 25. Mai 1808 in Berlin; † 22. August 1865 in Speyer) war ein deutsch-belgischer Historiker und Theologe.

## Leben
Er wurde als Wilhelm Amadeus August Arendt geboren. Er war der Sohn eines Kaufmanns und wurde streng protestantisch erzogen. Er besuchte das Joachimsthalsche Gymnasium in Berlin und studierte nach dem Abitur ab 1825 Theologie an der Universität zu Berlin. Er besuchte unter anderem Vorlesungen der Theologen Friedrich Schleiermacher und Philipp Konrad Marheineke sowie Lehrveranstaltungen des Altertumsforschers und Philologen August Boeckh. Im November 1930 schloss er sein Studium in Berlin mit dem Lizenziat theol. ab. Er wechselte anschließend an die Universität Bonn, wo er promoviert und im Oktober 1831 Privatdozent für Kirchengeschichte wurde. Unter dem Einfluss von katholischen Theologen und speziell von Christian Brentano konvertierte er zum Katholizismus. Aus diesem Grund schied er bereits Ostern 1832 aus dem Lehrkörper der Universität Bonn aus. Er begründete seinen Schritt in der Schrift Darlegung der Beweggründe meines Uebertrittes an die Katholische Kirche. Eine Zuschrift an die protestantische theologische Facultät zu Bonn.
Nach seinem Ausscheiden aus der Universität ging er nach Heidelberg und widmete sich der Kirchengeschichte. Er verfasste ein umfangreiches Werk über  Papst Leo den Großen, das 1835 veröffentlicht wurde. Mit der Gründung einer Katholischen Universität in Löwen erhielt er eine Einladung des ersten Rektors diese Universität, Pierre de Ram (1804–1865), und wurde zunächst außerordentlicher und 1838 ordentlicher Professor. Er lehrte Archäologie, Geschichte der Antike und orientalische Sprachen und Literatur. Ab 1840 richtete sich sein Interesse zunehmend auf die politische und gesellschaftliche Entwicklung nach der Belgischen Revolution von 1830. Er hielt Vorlesungen und publizierte Aufsätze und Bücher zu diesem Thema, wobei er sich auch mit den Beziehungen zwischen Belgien und Deutschland beschäftigte.
Arendt war ein Anhänger der belgischen Monarchie. Im März 1842 wurde er belgischer Staatsbürger. 1847 wurde zum korrespondierenden und 1855 zum ordentlichen Mitglied der Académie royale des Sciences, des Lettres et des Beaux-Arts de Belgique gewählt. Er war Träger des Leopoldsordens.

## Schriften (Auswahl)
- Leo der Grosse und seine Zeit. Florian Kupferberg, Mainz 1835, S. 487.
- Das Königthum in Belgien. Carl Muquardt, Brüssel, Leipzig 1856, S. 122.
- Die Interessen Deutschlands in der Belgischen Frage: Mit Documenten über Stand und Bedeutung der Industrie und der Eisenbahnen in Belgien. Nabu Press, 2010, ISBN 978-1-146-58373-2, S. 156.
- Essai sur la neutralité de la Belgique. Outlook Verl., 2024, S. 356.